# Кусей Хусейн
Кусей Саддам Хусейн ат-Тикрити (17 мая 1966, Багдад — 22 июля 2003, Мосул) — младший сын Саддама Хусейна. Бывший руководитель спецслужб и командующий Республиканской гвардией. Он и его брат Удей Хусейн погибли в ходе операции американских войск в 2003 году.

## Ранние годы
Кусей родился в багдадском районе «аль-Карч» 17 мая 1966 года в семье будущего президента Ирака Саддама Хусейна. В 16 лет Кусей обвенчался с дочерью генерала Махера Абдель-Рашида — Сахар, которую выбрал ему отец. Он поступил на факультет права в Багдадский университет, который окончил в 1987 году с отличием, по специальности юрист Скромный юноша старался не выделяться среди однокурсников и никогда не подчёркивал своего высокого происхождения, чем выгодно отличался от старшего брата, прославившегося необузданным нравом и участием в сомнительных историях.

## Наследник

### Первые шаги
Когда Кусею было только 22 года, Саддам сделал его заместителем директора специальной службы безопасности — Амн-эль-Хас, которая была образована наподобие румынской секуритате в начале 1988 года. Считается, что именно Кусей руководил подавлением шиитских восстаний на юге страны в 1991 году и именно ему принадлежала идея осушения болот на юге страны, где около тысячи лет проживал особый этнос «болотные арабы» — тотальная мелиорация полностью уничтожила эту народность.
Кусей отличался от старшего брата более спокойным нравом, благодаря чему и считался доверенным лицом отца и вероятным его преемником: только ему и личному секретарю президента Ирака Абеду Хамиду Махмуду было всегда известно местонахождение Саддама. На встречах Саддама Хусейна с его старшими офицерами всегда присутствовал Кусей и демонстрировал отцу знаки уважения и послушания. На всех заседаниях младший сын сидел рядом с Саддамом.

### Правая рука президента
Кусей умел скрывать свои эмоции, быть, когда надо, скромным и терпеливым. Поэтому именно в нём Саддам видел будущего правителя Ирака. Кусей возглавлял тайную полицию страны, которая насчитывала в своих рядах несколько тысяч человек и занималась подавлением мятежей шиитов и курдов. Именно благодаря действиям Кусея и его подчиненных любая попытка такого мятежа сразу пресекалась. Он неплохо проявил себя и на внешнеполитическом фронте. Усилиями министра иностранных дел Ирака Наджи Сабри — протеже Кусея — были восстановлены дипломатические отношения с Саудовской Аравией и начаты переговоры с Кувейтом, не испытывающим к Багдаду дружеских чувств со времен иракского вторжения 1990 года.
Кусей, в отличие от старшего брата Удея, крайне редко появлялся на публике и не вёл активной светской жизни, поэтому о нём известно мало. Однако оппозиционеры утверждали, что он превосходил своего брата в хладнокровии и жестокости. Кусей, по слухам, придумал метод борьбы с переполнением тюрем — «чистку» (один из вариантов такой «чистки»: расстрелять каждого третьего). В 2000 году Кусею был доверен контроль над структурами, которым Саддам доверял в наибольшей степени. Он стал во главе Особой республиканской гвардии и Особого комитета безопасности. Эти относительно небольшие структуры, укомплектованные хорошо подготовленными кадрами, хорошо финансировались и выполняли роль опор режима Саддама. В середине мая следующего года Кусей был избран в состав 18 членов иракского регионального командования, исполнительного руководства правящей партии «Баас». В том же году он был назначен заместителем партии «Баас» в Военном бюро.

## Гибель
Наиболее важным показателем значения, которое Саддам придавал своему младшему сыну, стало его назначение главнокомандующим войсками в Багдаде в городе Тикрите за неделю до начала войны. Последний раз Кусей появился на телевидении 7 апреля во время заседания высшего руководства Ирака под председательством президента страны Саддама Хусейна. После падения Багдада он вместе с отцом и братом скрылся. За голову каждого из сыновей Саддама была назначена награда в 15 миллионов долларов. Кусей погиб со своими братом и сыном в особняке шейха Наввафа Зейдана. Как позже утверждал командующий войсками коалиции в Ираке генерал-лейтенант Рикардо Санчес, американцы впервые узнали, где прячутся сыновья Саддама, за день до этого. Неизвестный житель Мосула донёс, что Удей и Кусей находятся на одной из вилл в районе аль-Фалях. Выдавший местоположение сыновей Саддама информатор курд получил от США 30 млн долларов. Вилла принадлежала Наввафу Зейдану, одному из дальних родственников Саддама Хусейна, входившему в его клан Абу Насир. Как впоследствии утверждал сайт Debka, сыновья Саддама приехали к родственнику за два дня до смерти. По некоторым сведениям, они пытались использовать Мосул как перевалочный пункт по пути в Сирию. Но выехать из города им не удалось. Американцы пошли на штурм дома. Операция продолжалась шесть часов. Сначала к вилле подошёл небольшой отряд бойцов 101-й воздушно-десантной дивизии. Его встретили автоматным огнём и гранатами. По тревоге была поднята и переброшена в город оперативно-тактическая группа 20 (Task Force 20) — секретное военное подразделение, в которое входят: сотрудники ЦРУ, бойцы Сил специального назначения — подразделение «Дельта» и ВМС. В спецоперации также участвовали десантники из 101-й воздушно-десантной дивизии США. Скрывавшиеся на вилле забаррикадировались внутри и оказали ожесточённое сопротивление. Судя по кадрам, которые удалось снять телеканалу «Аль-Арабия», скрывавшиеся на вилле совсем не готовились к обороне: на столе были рассыпаны шоколадные конфеты, оборонявшиеся были в тапочках.
Когда после массированного обстрела, в результате которого бетонный особняк был превращён в руины, спецназ ворвался в дом, снова раздались выстрелы. Это стрелял внук Саддама — Мустафа. Открыв ответный огонь, американцы застрелили его.
Тела братьев были доставлены на вертолёте в багдадский аэропорт, где их опознали захваченные ранее приближённые Саддама: Тарик Азиз, Абед Хамид Махмуд, Барзан и Ватбан ат-Тикрити. У обоих погибших был слегка одичавший вид — оба отрастили густые бороды. Кусей, обычно аккуратно подстриженный, сильно оброс. Фотоснимки убитых, с окровавленными и обезображенными огнестрельными ранениями лицами, обошли в те дни ведущие мировые издания. Армия США продемонстрировала тела сыновей Саддама журналистам, при которых патологоанатомы сообщили, что каждое из тел содержит более 20 пулевых ранений. У Кусея было два пулевых ранения в голову, отметили медики, добавив, что они не были нанесены самим Кусеем. Вместе с тем, опасаясь, что место захоронения сыновей Саддама может стать центром паломничества иракцев и символом сопротивления, оккупационные власти долго не выдавали родственникам тела погибших. Только спустя две недели, вопреки всем местным традициям, останки были захоронены. Кусея похоронили в деревне аль-Ауджа. Рядом с ним был похоронен и его четырнадцатилетний сын Мустафа, внук Саддама. 13 января 2007 года тела Кусея и Удея эксгумировали и, в соответствии с исламскими традициями, до захода солнца перезахоронили рядом с останками их отца, казнённого 30 декабря 2006 года. Здесь, возле Саддама, Кусей нашёл своё последнее пристанище.